# Hexanoat d'al·lil
L'hexanoat d'al·lil és un compost orgànic que es produeix de manera natural a la pinya. És un líquid incolor, encara que les mostres comercials apareixen groguenques.

## Usos
L'hexanoat d'al·lil s'empra principalment en la formulació de sabors de pinya, però també es pot utilitzar per a essències de préssec i albercoc, així com composicions de flor de poma, de préssec i glicina. És un ingredient d'alguns perfums per a pintallavis. També confereix una nota sucosa dolça als sabors cítrics.